# 마이트라카 왕조
마이트라카 왕조는 서기 475년부터 776년까지 발라비를 중심으로 서인도를 지배했던 왕조이다. 태양 숭배와 관련된 다라팟타(왕조에서 다섯 번째 왕)를 제외하고, 그들은 시바파였다. 그들의 기원은 확실하지 않지만, 아마도 찬드라밤사 크샤트리아였을 것이다.
굽타 제국이 쇠퇴한 후, 마이트라카 왕조는 굽타 제국의 사우라슈트라 군사 총독이었던 세나파티(장군) 바타르카가 기원전 475년경 굽타 제국으로부터 독립하여 세웠다. 미트라카의 첫 두 통치자 바타르카와 다라세나 1세는 세나파티(장군)라는 칭호만 사용했다. 세 번째 통치자 드로나심하는 자신을 마하라자라고 선언했다. 드루바세나 1세 치세 동안 발라비에서 자이나교 공의회가 열렸을 것이다. 다음 통치자인 다라팟타는 태양 숭배자로 간주되는 유일한 통치자이다. 구하세나 왕은 전임자들처럼 자신의 이름에 파라마바타라카 파다누디야라는 용어를 사용하지 않았는데, 이는 굽타 군주들에 대한 명목상의 충성을 표시하는 것을 중단했음을 나타낸다. 그는 마하디라자라는 칭호를 사용한 그의 아들 다라세나 2세에 의해 계승되었다. 그의 아들이자 다음 통치자인 실라디티야 1세 다르마디티야는 640년에 방문한 현장에 의해  “뛰어난 행정 능력과 보기 드문 친절과 자비를 지닌 군주”로 묘사되었다. 실라디티야 1세는 그의 동생 카라그라하 1세에 의해 계승되었다. 카라그라하 1세의 비르디 동판 교부(기원전 616년)는 그의 영토에 우자인이 포함되었음을 증명한다. 다음 통치자 다라세나 3 세의 통치 기간 동안 구자라트 북부는 이 왕국에 포함되었다. 다라세나 3세는 카라그라하 1세의 또 다른 아들인 드루바세나 2세 발라디티야에 의해 계승되었다. 그는 하르샤바르다나의 딸과 결혼했다. 그의 아들 다라세나 4세는 파라마바타라카 마하라자디라자 파라메슈바라 차크라바르틴이라는 황제 칭호를 받았다. 산스크리트 시인 밧티는 그의 궁정 시인이었다. 이 왕조의 다음 강력한 통치자는 실라디티야 2세였다. 실라디티야 5세 통치 기간에 아랍인들이 이 왕국을 침략했을 가능성이 높다. 이 왕조의 마지막 통치자는 실라디티야 6세였다.
마이트라카 왕조는 발라비 대학을 세웠는데, 학문적 추구로 널리 알려지면서 날란다 대학과 비교되기도 했다. 7세기 중반 왕국은 푸시야부티 왕조의 하르샤의 통치를 받았지만 자치권을 유지했고, 하르샤가 죽은 후 독립을 되찾았다. 바다에서 아랍인들의 반복적인 공격으로 왕국은 상당히 약화되었다. 왕조는 서기 783년에 끝났다. 발라비의 함락과 타지카(아랍)의 침략을 연결하는 전설적인 기록 외에는 왕조의 종말에 대해 언급된 역사적 자료는 없다.
이 시기의 사원은 수백 개가 넘는 것으로 알려져 있으며, 대부분 사우라슈트라의 서부 해안을 따라 위치해 있다.

### 인용주
1. 주화에 사용된 시바의 상징 트리슐라
2. ↑  주화에 사용된 시바의 상징 트리슐라

### 참조주
1. ↑  Virji 1955, 225–229쪽.
2. ↑  Virji 1955, 17–18쪽.
3. 1 2  Hemchandra Raychaudhuri (2006). 《Political History of Ancient India: From the Accession of Parikshit to the Extinction of the Gupta Dynasty》. Cosmo Publications. 534–535쪽. ISBN 978-81-307-0291-9.
4. ↑  Mahajan V.D. (1960, reprint 2007). Ancient India, S.Chand & Company, New Delhi, ISBN 81-219-0887-6, pp.594-6
5. ↑  Mahajan, Vidya Dhar (2011). 《Ancient India.》. S Chand & Co Ltd. 594–596쪽. ISBN 978-8121908870. OCLC 941063107.
6. ↑  Pusalkar, A. D.; Majumdar, Ramesh Chandra, 편집. (1954). 《The History and Culture of the Indian People: The Classical age》 III. G. Allen & Unwin. 150쪽.
7. ↑  Nanavati, J. M.; Dhaky, M. A. (1969년 1월 1일). “The Maitraka and the Saindhava Temples of Gujarat”. 《Artibus Asiae. Supplementum》 26: 3–83. doi:10.2307/1522666. JSTOR 1522666.